# Alan Rubin
Alan Rubin (Brooklyn, Nueva York, 11 de febrero de 1943 - Manhattan, Nueva York, 8 de junio de 2011) fue un músico estadounidense de jazz y blues; apodado Mr. Fabulous. 
Rubin se graduó de la escuela Juilliard de música en Nueva York. Él fue miembro de la banda que acompañaba al programa de variedades Saturday Night Live y posteriormente miembro del supergrupo de rhythm and blues, llamado The Blues Brothers, con Los actores John Belushi, Dan Aykroyd y los miembros de la banda, entre ellos: Tom Malone, Lou Marini, Steve Jordan y Donald "Duck" Dunn. En The Blues Brothes, comenzó a usar el apodo de Mr. Fabulous y protagonizó las dos películas relacionadas con la banda: The Blues Brothers (1980) y Blues Brothers 2000 (1998); ambas dirigidas por John Landis.
Participó como músico de sesión o invitado de múltiples artistas, entre ellos: Frank Sinatra, Frank Zappa, Duke Ellington, Blood, Sweat and Tears, Eumir Deodato, Sting, Aerosmith, The Rolling Stones, Paul Simon, James Taylor, Frankie Valli, Eric Clapton, Billy Joel, B.B. King, Miles Davis, Randy Weston, Yoko Ono, Peggy Lee, Aretha Franklin, James Brown, Ray Charles, Cab Calloway, Gato Barbieri y Dr. John.
Rubin murió de cáncer el 8 de junio de 2011 a los 68 años en un hospital de Manhattan, Nueva York.